# Santuario della Madonna di Salzana
Il santuario della Madonna di Salzana conosciuto anche come santuario della Madonna Assunta di Salzana è un luogo di culto cattolico situato a Pizzino, in località Salzana, in Valle Taleggio, in provincia e diocesi di Bergamo costruito sul luogo dove nel 1359 e nel 1466, due frane devastarono l'omonimo abitato lasciando scampo solamente a una statua trecentesca raffigurante la Madonna col Bambino, custodita all'interno del santuario. La chiesa è sussidiaria della parrocchia di Sant'Ambrogio Dottore in Pizzino, appartenente al vicariato di San Giovanni Bianco-Sottochiesa, nella comunità ecclesiale territoriale Valle Brembana.

## Storia

### La prima frana
Nel quattordicesimo secolo, in una posizione soleggiata situata al crocevia di mulattiere e sentieri che collegavano Pizzino con Fraggio e Sottochiesa, ai piedi del monte Ardino, si trovava la contrada di Salzana con la sua piccola chiesa dedicata a san Gregorio. La zona era popolata da mandriani, bergamini e contadini che si dedicavano principalmente all'allevamento e all'agricoltura, conducendo una vita semplice e modesta. Lungo la mulattiera che portava al borgo del Fraggio, vi era un'edicola con una statua lignea raffigurante la Madonna col Bambino molto venerata e apprezzata dalla popolazione locale, in particolare dalle donne incinte e dalle madri.

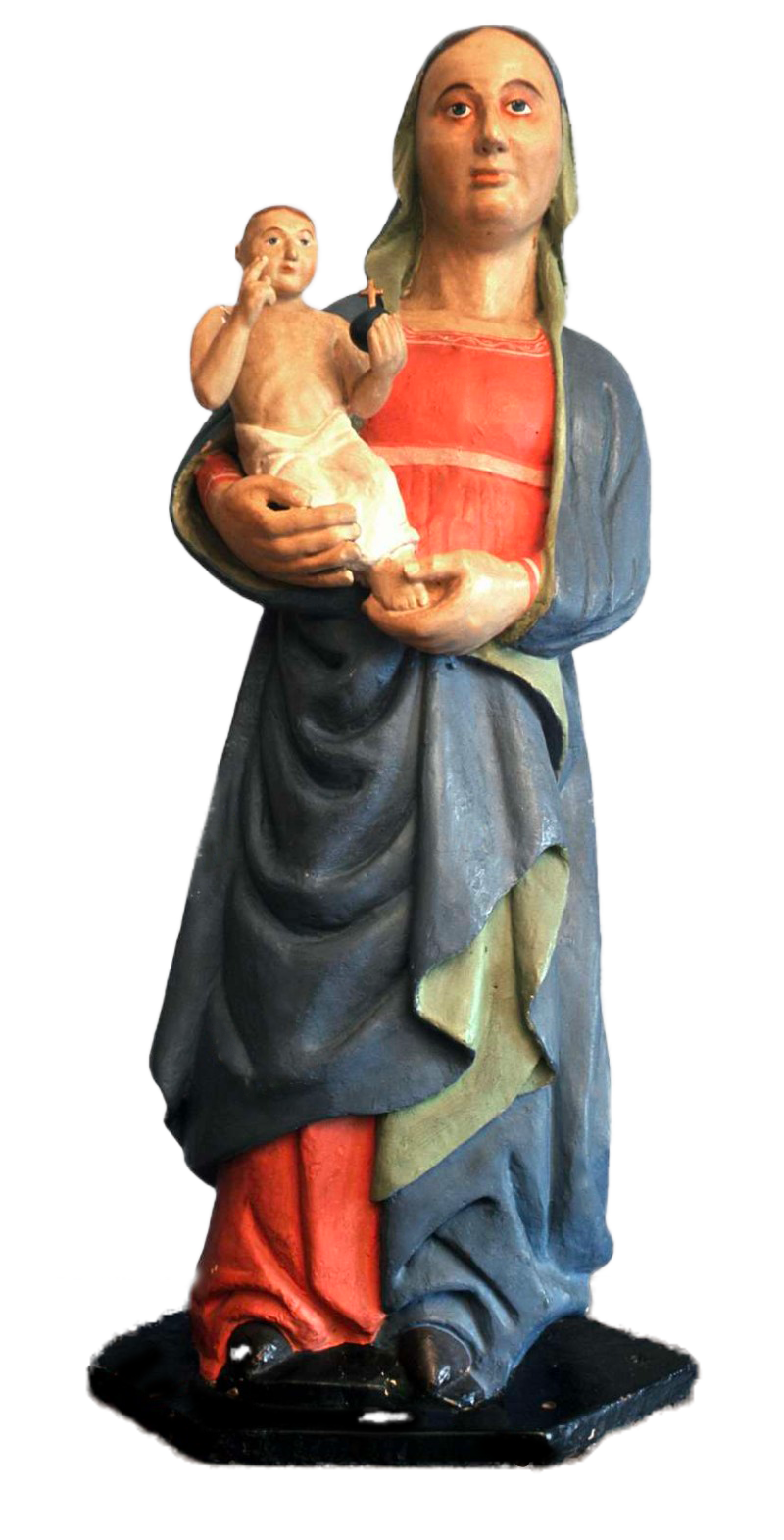
La reliquia del Santuario

Nel 1359, l'area subì un clima particolarmente rigido e tempestoso, caratterizzato da abbondanti nevicate e temporali che causarono gravi danni alle abitazioni locali e compromisero la stabilità del terreno, in particolare dei pendii. Il 27 novembre dello stesso anno, durante l'ora di cena, il versante ripido del monte Ardino, situato proprio sopra l'abitato di Salzana, cedette improvvisamente, causando una massiccia frana che seppellì 60 famiglie e causò la morte di circa 250/300 persone.
L'intera popolazione della Valle fu sconvolta dalla tragedia e gli abitanti dei paesi circostanti si mobilitarono per prestare soccorso e lavorare per estrarre i sopravvissuti dalle macerie. Tuttavia, il bilancio delle vittime fu tragico. Miracolosamente, l'edicola con la statua della Madonna lungo la mulattiera rimase intatta.
Successivamente, la statua della Madonna fu trasferita presso la chiesa Parrocchiale di Pizzino per evitare atti di sciacallaggio, ma in modo inspiegabile, la scultura tornò alle rovine della contrada. Un evento simile accadde anche al dipinto raffigurante la Madonna, che ora è una reliquia del santuario della Costa di San Gallo, una frazione di San Giovanni Bianco.

### La seconda frana e la costruzione del Santuario
Dopo un periodo di tempo successivo alla disastrosa calamità che aveva distrutto la zona, alcune persone sopravvissute insieme ad altre famiglie si adoperarono con determinazione per ricostruire le abitazioni e far rivivere la comunità. Tuttavia, agli inizi del 1466, quando sembrava possibile voltare pagina, una nuova frana distrusse tutto ciò che era stato ricostruito. Dopo una riunione con le comunità locali della Valle, si decise di commemorare questo evento tragico che aveva colpito tutti, ed il 16 marzo del 1466 si svolse un'assemblea nel sagrato della chiesa di Pizzino. I rappresentanti delle comunità di Peghera, Sottochiesa, Olda e Pizzino decisero di costruire un santuario dedicato alla Vergine Maria Assunta nella località di Salzana. Fu istituita una commissione di cinque membri, composta da tre rappresentanti di Sottochiesa, uno di Pizzino e uno di Fraggio, con il compito di avviare la costruzione del santuario. Fu anche concordato che il santuario sarebbe stato amministrato non solo dal parroco di Pizzino, ma anche dai parroci di Taleggio a rotazione annuale.

### La consacrazione e la fondazione della Confraternita del Carmine

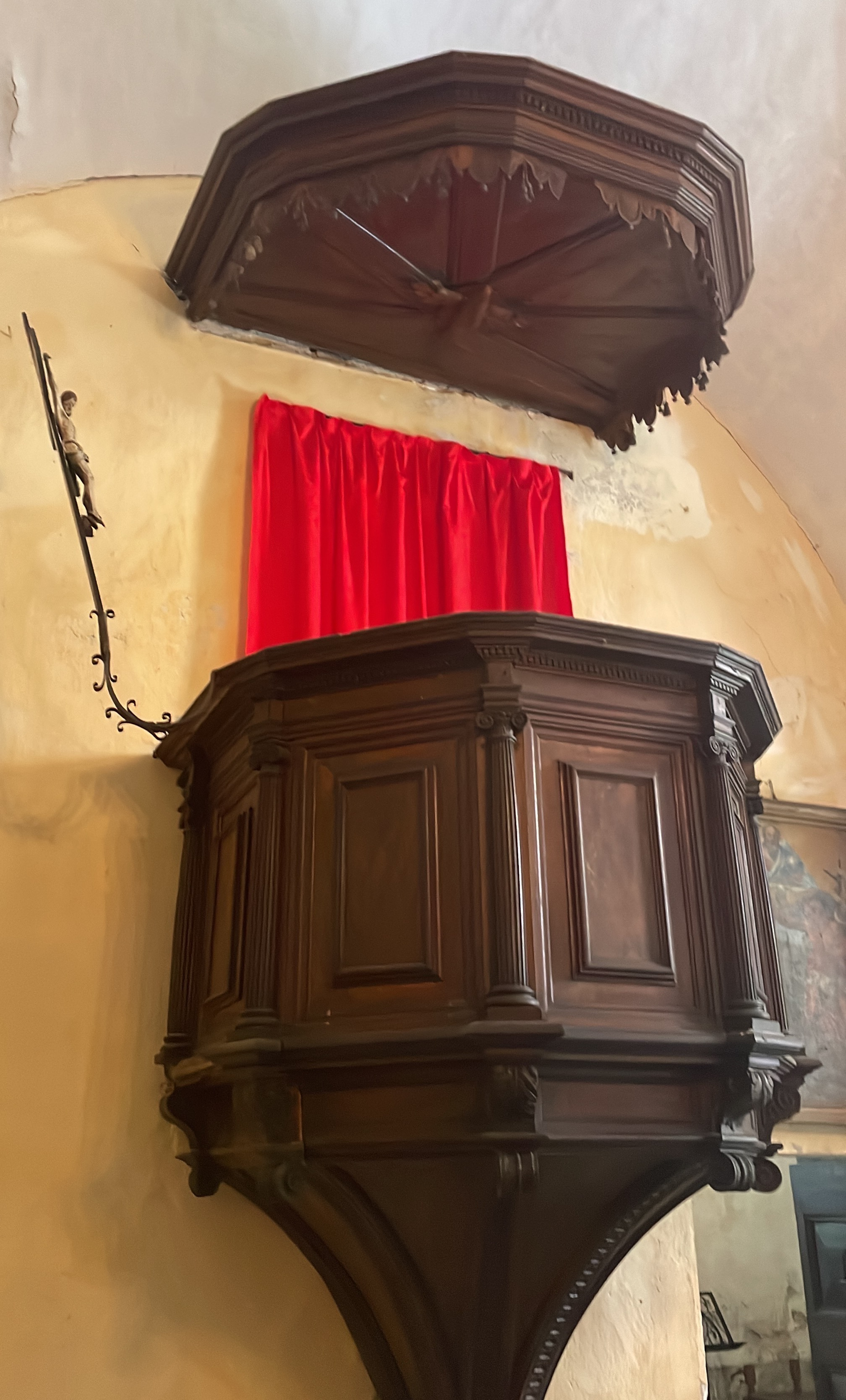
Il pulpito in noce

Nel 1548, il santuario di Salzana fu consacrato dal vescovo ausiliario di Milano, monsignor Melchiorre Crivelli, il 17 giugno. L'altare maggiore del santuario, realizzato in marmo nero con intarsi e altre decorazioni, presenta al centro una pala raffigurante Assunzione di Maria, dipinta a olio su tavole di legno nel 1534 da due allievi del Lotto: Francesco Bonetti, originario della Val Brembana, e Lucano da Imola. Tra il 1652 e gli anni '60 del XX secolo, il santuario di Salzana divenne un importante centro per le celebrazioni quaresimali, per le quali l'allora parroco di Peghera, don Giacomo Maria Salvioni, istituì un legato perpetuo nel 1713. Il 6 settembre 1721 venne fondata la Confraternita del Carmine, che si occupava di organizzare la solenne festa della terza domenica di luglio, durante la quale veniva portata in processione la statua in legno della Madonna del Carmelo, vestita con abiti di seta ricamata e ornata da ricchi gioielli, purtroppo oggi scomparsi.
Tuttavia, la documentazione storica registra anche situazioni di dispute tra i parroci di Pizzino, che rivendicavano esclusivamente per sé la giurisdizione sul santuario, mentre invece, secondo lo statuto, questa doveva essere condivisa con i parroci delle quattro parrocchie di Taleggio. Incrociando le date riportate nei documenti d'archivio del 1659 e del 1697 con quelle della cronologia dei parroci, si può dedurre che si trattasse di don Nicola Luca di Scalve e don Pietro Buttoni de Ballavitis di Pizzino, i quali, in modo curioso, scambiarono le parrocchie nel 1679: il primo divenne parroco di Pizzino e Olda, mentre il secondo si spostò a Olda e Pizzino. Nel 1696, inoltre, un frate minore riformato, padre Antonio da Bergamo, compì un atto di prepotenza nel santuario di Salzana, insediandosi con forza addirittura con una scorta armata, sfiorando il "banditismo".

### Il santuario nel XIX e nel XX secolo
Nel 1802, in base ai documenti storici, risulta che Don Giovanni Salvioni, cappellano e insegnante presso il comune di Taleggio, risiedette stabilmente a Salzana. Durante la metà del XIX secolo, la piccola canonica adiacente alla chiesa fu ampliata ed elevata ad un modesto edificio di due piani, e fu utilizzata da custodi e cappellani che si prendevano cura del Santuario durante l'estate, provenienti dalla città di Bergamo e dal fondovalle. Agli inizi degli anni '40, la canonica fu abitata da un gruppo di suore, che perirono nell'immediato dopoguerra, lasciando l'edificio in avanzato stato di degrado.
In seguito, don Severino Vitali, parroco di Osio Sopra e originario di Pizzino, noto come il "parroco muratore", acquistò la canonica e la ristrutturò interamente a proprie spese con l'aiuto della S.A.V.A.S. (Società Anonima Vagabondi a Spasso), trasportando i materiali da costruzione a dorso di muli attraverso le strette mulattiere. La costruzione fu terminata nel 1951 e l'edificio fu inaugurato il 10 giugno dello stesso anno per mano del vescovo di Bergamo Giuseppe Piazzi.
Inizialmente, la colonia aveva limitati spazi per ospitare i bambini, con una capienza massima di 40 ospiti a turno, con priorità per le femmine e poi per i maschi. Successivamente, la struttura fu ampliata a 70 posti e i turni furono organizzati in gruppi misti. Nonostante l'intento iniziale di fornire un'opportunità principalmente per i bambini poveri di contadini dimenticati, la colonia vide un incremento dei frequentanti, poiché anche le famiglie degli operai e degli impiegati, che avevano la possibilità di mandare i propri figli nelle colonie aziendali, optavano per Pizzino.
La colonia funzionò bene fino al 1957, con un costante incremento di iscritti. Tuttavia, don Severino Vitali capì di essere l'unico ad avere un reale interesse nel portare avanti la struttura e, scomparso il 12 gennaio 1958, la lasciò alla Parrocchia di Pizzino nel suo testamento olografo, scritto nel 1956, mentre i mobili furono donati alla Diocesi di Bergamo. La parrocchia di Osio Sopra ha diritto perpetuo di affitto presso la struttura. Nel progetto originario riguardante la costruzione della colonia di don Severino Vitali, il nuovo edificio inaugurato nel 1951, frutto della ristrutturazione del complesso, doveva essere innalzato di altri due piani. I lavori non iniziarono mai a causa dell'improvvisa morte del sacerdote.
Negli anni '70, la colonia fu utilizzata brevemente da alcuni gruppi Scout. L'edificio rimase in uso fino al 1980, quando fu utilizzato per l'ultima volta da un gruppo di cresimanti provenienti dalla parrocchia di Zogno. Negli anni successivi, il caseggiato adibito ad alloggio per il personale di servizio rimase abitato solo durante i periodi estivi fino agli inizi degli anni '90, quando il complesso venne definitivamente abbandonato.

### Il santuario nel XXI secolo

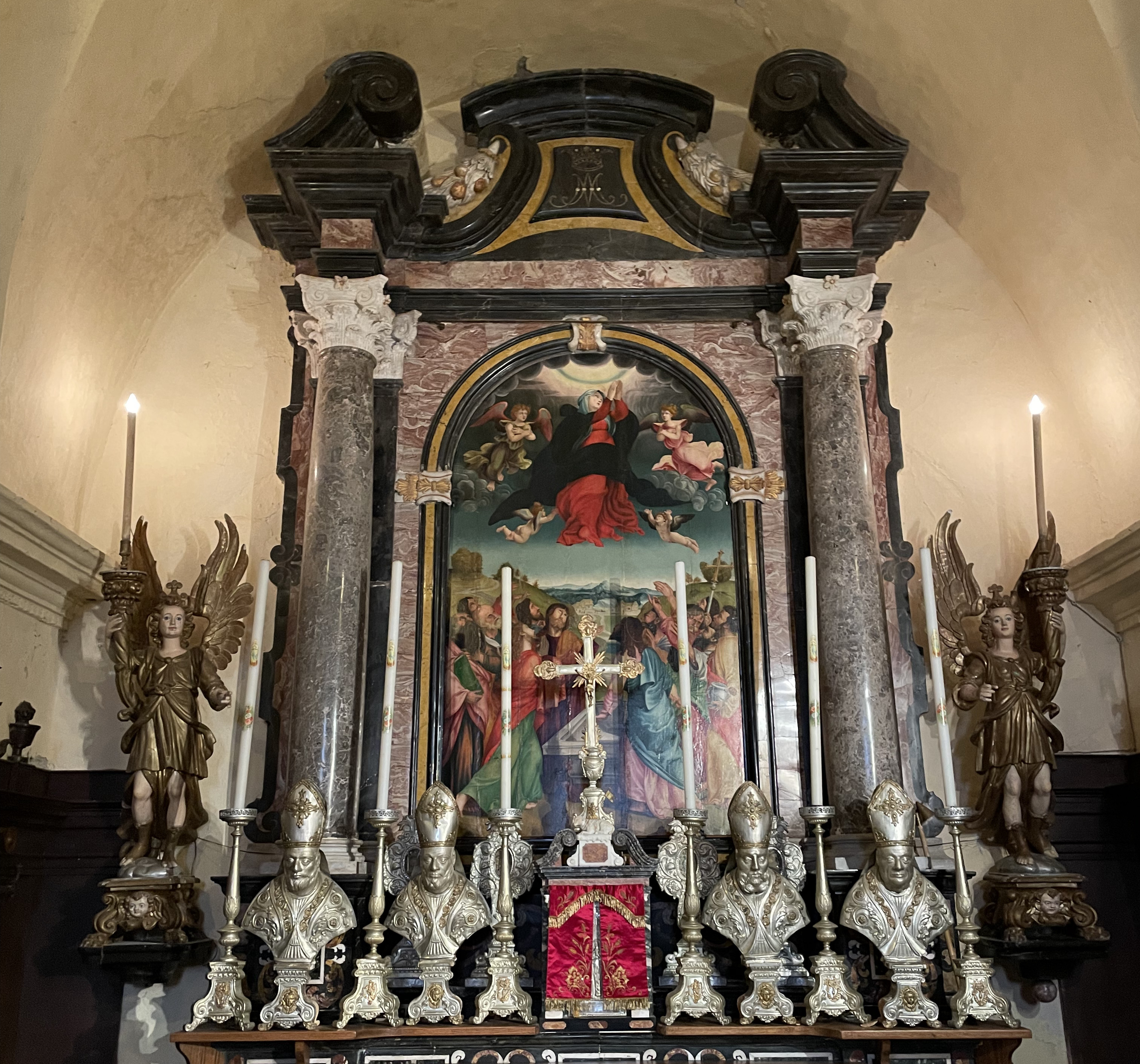
La Pala d'altare risalente al 1534 dipinta da Francesco Bonetti e Lucano da Imola

Nel 2000, è stata eseguita la ristrutturazione del tetto del santuario. Durante la stagione estiva del 2002, il notevole dipinto dell'altare, risalente al 1534 e firmato da Francesco Bonetti e Lucano da Imola è stato oggetto di un'opera di restauro condotta dal restauratore Antonio Zaccaria su disposizione della Soprintendenza dei Beni Culturali di Bergamo e Brescia. Il dipinto era già stato oggetto di intervento nel 1933 in occasione della riorganizzazione del presbiterio. Il restauro si è concluso con successo e la preziosa opera è stata riposizionata nell'ancona settecentesca in arabescato orobico il penultimo weekend del mese di luglio del 2003. Nel 2004, il Santuario ha aderito al FAI - Fondo per l'Ambiente italiano, classificandosi al 18º posto su scala nazionale con un totale di 952 voti.
La struttura necessita di interventi di restauro urgenti, sia interni che esterni, a causa dei danni causati dal degrado e dall'umidità, che hanno parzialmente compromesso l'integrità della struttura e della fontana circostante.

## Descrizione

### L'esterno
L'edificio in questione presenta una struttura caratterizzata dalla presenza di un'abside rivolta a nord. Il sagrato circostante è costituito principalmente da un manto erboso, ma presenta anche un passaggio pedonale in porfido che corre parallelo alla facciata principale a capanna dell'edificio. Tale facciata è interamente intonacata, fatta eccezione per il basamento, il quale presenta una finitura a crespone, e per i cantonali, i quali si presentano in pietra a vista.
Il portale principale si trova a una quota superiore rispetto al livello del suolo, essendo rialzato di tre gradini. Esso presenta una cornice realizzata in pietra e una finestra ad arco sormontata da un'inferriata. Sui lati del portale sono presenti due finestre: quella a destra illumina un locale annesso alla chiesa, mentre quella a sinistra si affaccia sulla navata laterale.
Tra gli elementi di particolare interesse dell'edificio, si segnalano le vetrate policrome a temi floreali, risalenti agli anni '20 del XX secolo. La facciata presenta inoltre due piccole aperture superiori e un piccolo rosone centrale, il quale illumina il sottotetto. La facciata è conclusa da due spioventi.
Il portone principale dell'edificio, realizzato in legno di noce, risale al XV secolo, ovvero al secolo in cui venne consacrata la chiesa. Accanto all'ingresso principale, si trova una cassetta per le offerte realizzata in marmo bianco.
Il campanile a cuspide si trova in corrispondenza dell’incrocio tra navata e presbiterio e ospita 2 campane di preziosa fattura risalenti ad epoche diverse, la prima fusa dal fonditore Marino Fanzago di Clusone nel 1574 e la seconda aggiunta nel 1706.

### L'interno

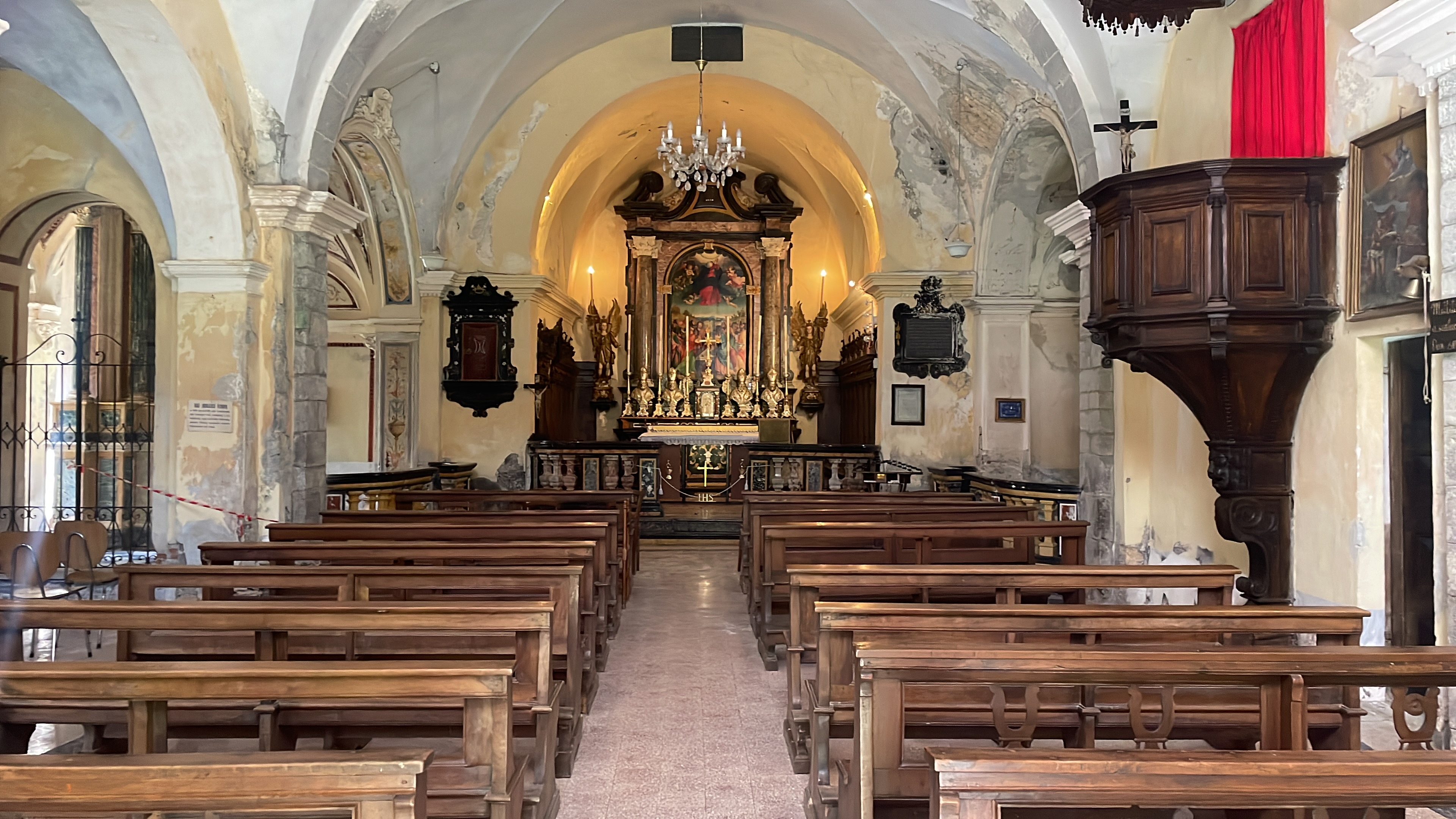
L'interno della chiesa

L'edificio è caratterizzato dall'essere dotato di un'ampia area interna costituita da due navate, ciascuna delle quali suddivisa in tre campate da gruppi di piloni. 
La navata principale è coperta da volte a botte lunettate, mentre la navata laterale è coperta da volte a crociera. Nella seconda campata della navata principale, sulla destra, è presente una porta che conduce a un locale annesso alla chiesa, coperto dalla stessa falda di tetto, nonché un pulpito in noce con colonnine ioniche ed ornamenti nel parapetto, in stile analogo al coro presente sul presbiterio. La prima campata della navata laterale è dotata di un confessionale in noce risalente al 1700, riccamente ornato ed intagliato a fiorami. La terza campata della navata laterale ospita un altare marmoreo cinto da una balaustra di marmo, dedicato alla Madonna del Carmelo e adornato con stucchi e decorazioni volute dal sacerdote Noè Lino Bellaviti nell'anno 1935. All'interno dell'altare è esposta una pregevole statua in legno risalente all'Ottocento. Nella cappella di destra si può invece ammirare l'altare marmoreo, noto come l'altare della Madonna di Salzana, conentente la reliquia del santuario: la Madonna lignea scampata dalle due frane nel 1359 e nel 1466 e anch'esso cinto da una balaustra e illuminato da due finestre ad arco. Sopra l'altare, in passato, erano presenti ricche decorazioni in stucco e lamina dorata, purtroppo andate perdute a causa di umidità e degrado.
L'arco trionfale divide la navata principale dal presbiterio, che si presenta rialzato di due gradini, con balaustra e coperto con volta a botte lunettata. L'altare maggiore, realizzato in marmo, è sormontato da un'ancona anch'essa in marmo, contenente la pala raffigurante l'Assunzione di Maria, dipinta da Francesco Bonetti e Lucano da Imola. Lungo le pareti del presbiterio è presente un coro ligneo in noce intagliato e dipinto presumibilmente realizzato tra il 1890 e il 1910. Tale bancale presenta una commistione tra stile neoclassico (lesene con capitelli ionici) e stile neo-settecentesco (conchiglie ed elementi decorativi del fastigio). Ai lati dell'altare sono presenti due statue raffiguranti angeli reggitorcia, risalenti alla prima metà del XVIII secolo.